# 正確
| ウィキペディアには「正確」という見出しの百科事典記事はありません（タイトルに「正確」を含むページの一覧/「正確」で始まるページの一覧）。 代わりにウィクショナリーのページ「正確」が役に立つかもしれません。 |